# میهای دلیر
میهایِ دلیر (رومانیایی: Mihai Viteazu؛ ‏ تلفظ [miˈhaj viˈte̯azu]؛ ‏ رومانیایی: Mihai Bravu؛ ‏ تلفظ [miˈhaj ˈbravu]؛ ‏ مجاری: Vitéz Mihály؛ ۱۵ ژانویه ۱۵۵۸ – ۹ اوت ۱۶۰۱) شاهزادهٔ والاچیا، شاهزادهٔ مولدووا و حاکم دفاکتوی ترانسیلوانی بود.
وی یکی از بزرگترین قهرمانان ملی کشور رومانی محسوب می‌شود. از قرن نوزدهم به این سو، ملی‌گرایان رومانی او را نماد اتحاد و همدلی ملی رومانی می‌دانند و در دوران حکومتش، برای نخستین بار، تمامی شاهزاده‌نشین‌ها و قلمروهای حکومتی محلی، تحت حاکمیتِ واحدِ یک فرمانروا قرار گرفتند.